# Kasteel Denderhof

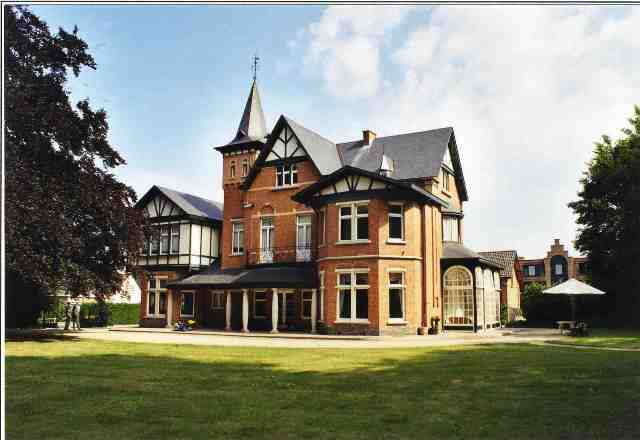
Kasteel Denderhof

Het Kasteel Denderhof is een buitenhuis in de tot de Oost-Vlaamse gemeente Dendermonde behorende plaats Appels, gelegen aan de Steenweg van Aalst 114.

## Geschiedenis
Omstreeks 1863 werd hier een boerderij gebouwd. Omstreeks 1898 werd het hoofdgebouw, feitelijk een villa, uitgebreid en werd er een kapel gebouwd. In 1908 werd het domein aangekocht door de familie De Bruyn. Léon De Bruyn stierf in 1908 en zijn zoon, Julien De Bruyn, breidde de villa uit tot buitenverblijf en het gebouw stond nu bekend als kasteeltje. De familie De Bruyn bezat een olieslagerij te Dendermonde. Deze werd tijdens de Eerste Wereldoorlog vernield en de familie De Bruyn vluchtte naar Engeland. Het Denderhof was gedurende de oorlog nog in gebruik als Rode-Kruispost. In 1924 werd het verkocht aan Prosper Beeckman en diens vrouw jeanne Hautermann. Deze laatste bleef er wonen met haar dochter Florette Beeckman en haar echtgenoot Olivier Van Assche. Na het overlijden van de Laatste eigenaar werd het verkocht. Einde jaren '80 van de 20e eeuw werd het kasteeltje een restaurant en in de voormalige boomgaard kwamen bejaardenwoningen.

## Gebouw
Het kasteel, feitelijk een villa in chaletstijl met torentje, bleef behouden. Het interieur bevat een trap in neobarokstijl en een schouw in neoclassicistische stijl. ook is er een neogotische Onze-Lieve-Vrouwekapel van 1898 die naar de straatzijde is gericht. Deze heeft het opschrift: Reconnaissance A Marie Immaculee.